# Kostel Nanebevzetí Panny Marie (Mohelnice nad Jizerou)
Římskokatolický kostel Nanebevzetí Panny Marie v Mohelnici nad Jizerou v okrese Mladá Boleslav je kamenná sakrální stavba z druhé poloviny 12. století. Kostel spadá pod farnost – děkanství Mnichovo Hradiště. Součástí památkově chráněného areálu je kromě samotného kostela také přilehlý funkční hřbitov s márnicí a ohradní zdí.

## Architektura
Jednolodní kostel je obdélného půdorysu. Byl vystavěn z hruboskalského pískovce, zdivo z přesně opracovaných kvádrů je řádkové, přičemž každý řádek má odlišnou výšku. Na západní straně kostela je hranolová věž, na východě přiléhá apsida, uvnitř sklenutá konchou. Na severní straně je pseudorománská sakristie a křížovou klenbou, dostavěná při rekonstrukci v roce 1876.
Kostel v roce 1876 restauroval v duchu historického purismu 19. století architekt Josef Mocker, známý svými rekonstrukcemi a dostavbami řady významných středověkých památek, mj. svatovítské katedrály v Praze nebo hradu Karlštejna. Po této puristické přestavbě byl původní románský kostel značně změněn. Okna byla upravena a zvětšena, v kostelní lodi byl vyměněn strop, byl přemístěn hlavní vchod do kostela a podlaha v kostele byla zvýšena. Z původních oken se zachovalo jen jedno malé ve tvaru čtyřlisté růžice, umístěné na jihozápadní straně kostela. Během přestavby bylo vybudováno z úrovně terénu také nové schodiště, zpřístupňující emporu vchodem z přízemí zvonice na západní straně kostela.
Portál kostela v Mohelnici je situován k jihu spolu s dvěma jednoduchými románskými okny. Při stavbě bylo používáno řádkové zdivo velkého formátu, zdi zdobí obloučkový vlys, na apsidě doplněný o lizény. Strop lodi kostela je plochý. Na západní straně lodi je empora podpíraná dvěma oblouky s původním románským sloupem uprostřed, jehož patka je však ukryta pod zdviženou podlahou.
Zvonice má čtvercový půdorys s délkou jedné strany 4.35 m a je vysoká 20 metrů. Ve zvonici jsou umístěny tři z původních čtyř zvonů, které se podařilo ukrýt během druhé světové války. Nápisy na zvonech informují o době jejich vzniku, donátorech a zvonařích,kteří je vytvořili. Nápisy znějí: " Mei3ter Iohannes hat gego3en die3e glocken", " Laudetur Jesus Christus 1732", "S.Barboro orodug zanas 1751" a "K sláwě Božj za panovánj Kri3tiána Wald3teina a duchowni 3práwy Frantisska Nigrina děkana a biskup.wikáře byl gsem přelit 1835 w Praze od Karla Bellmana c.k. dwornjho zwonaře ".

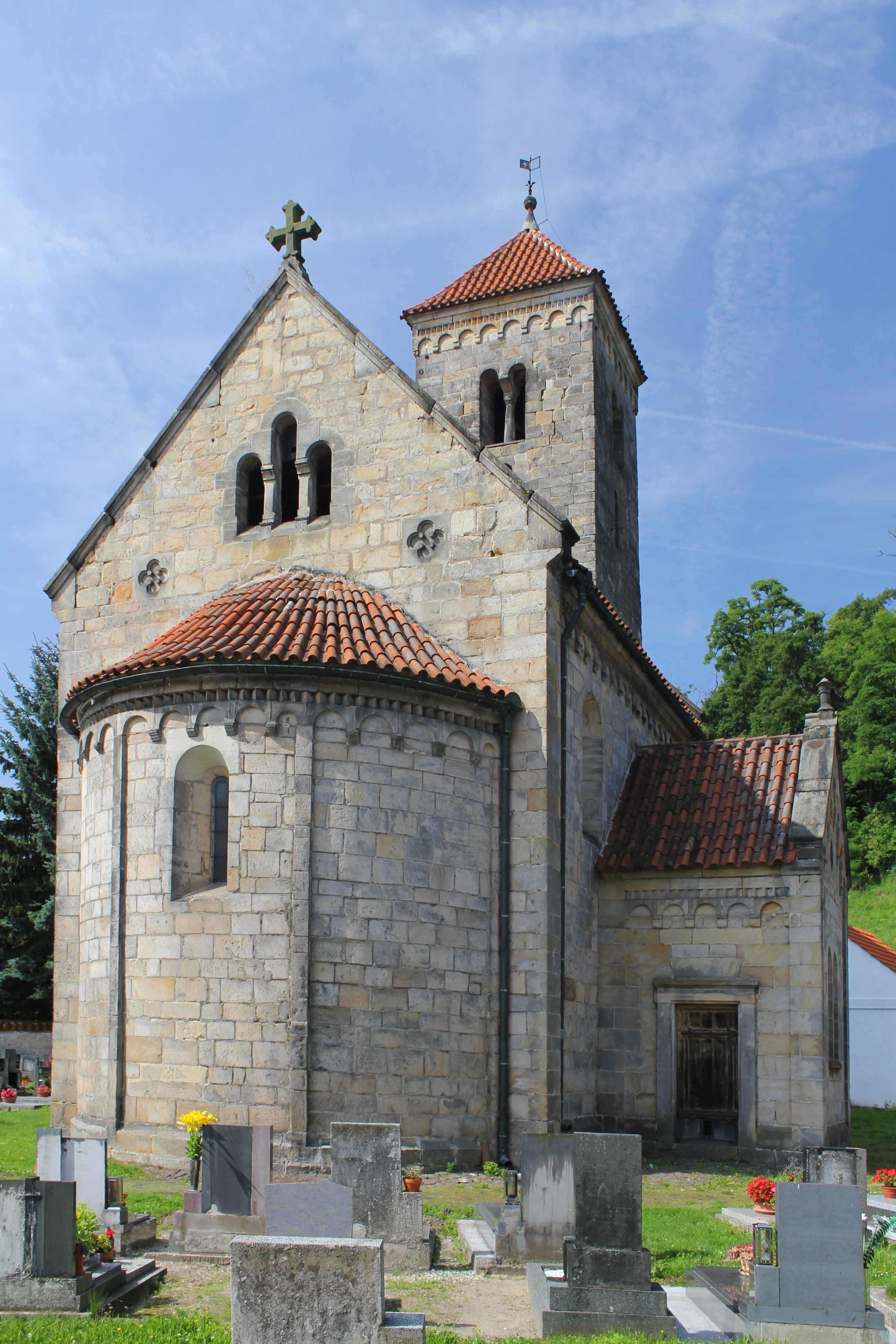
Celkový pohled včetně severní části s předsíní
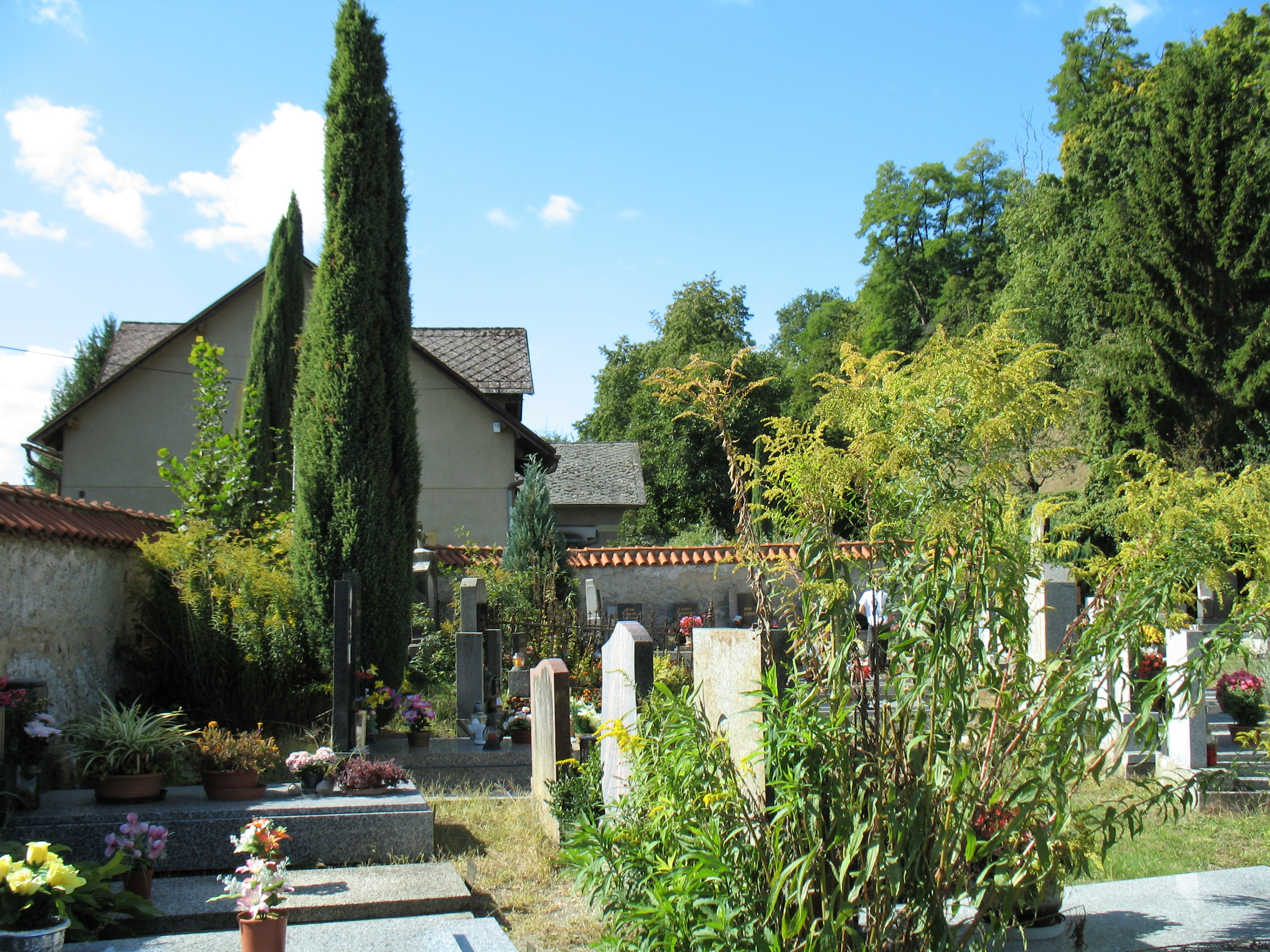
Hřbitov v památkově chráněném areálu
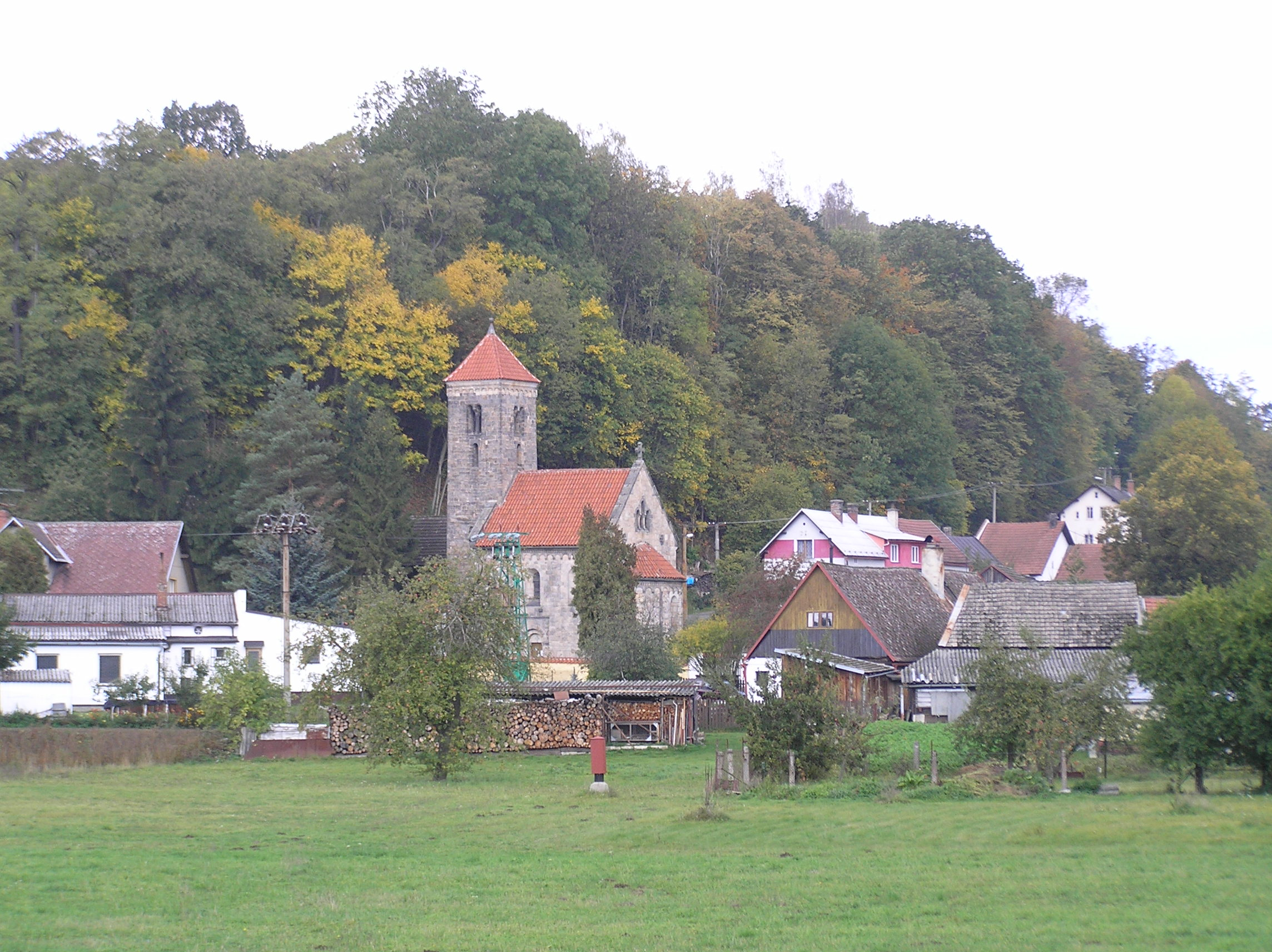
Pohled na kostel od mostu přes Jizeru
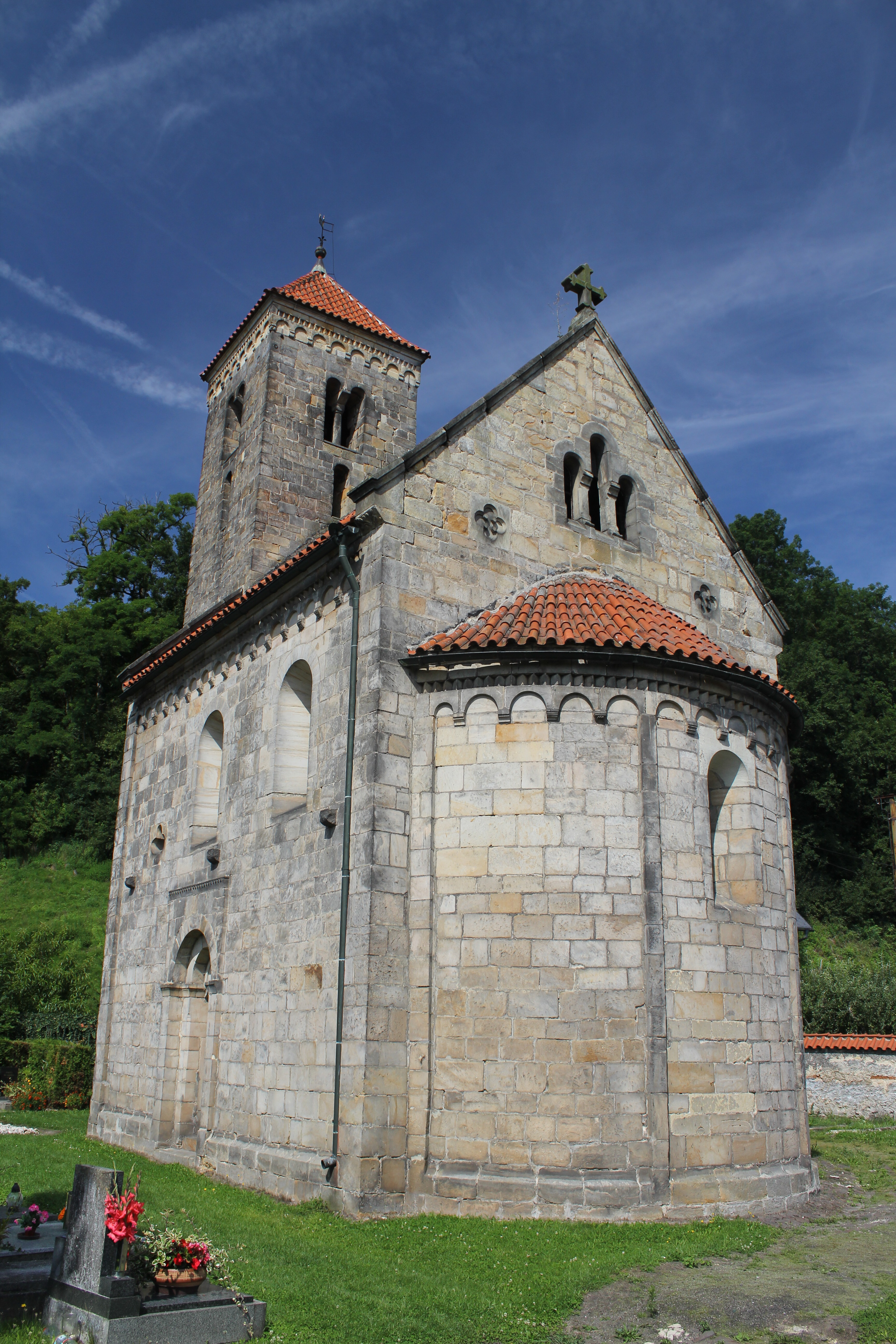
Jihovýchodní strana kostela

## Interiér kostela
Novorománský oltář je z roku 1876 a je dílem lidových řezbářů Dominika a Petra Buškových, kteří se podíleli mj. také na řezbářské výzdobě zámku Sychrov. Z 19. století jsou i nástěnné malby v interiéru kostela. Fresky jsou dílem malíře Františka Sequense, na levé straně apsidy je vyobrazen svatý Arnošt, na pravé pak svatá Anna. Horní část apsidy je zakončena kulovou klenbou, tzv. konchou. Freska, znázorňující zasvěcení kostela, která se zde nacházela, byla poničena vlhkostí a plísní a byla proto v roce 1906 přemalována malířem J. Vysekalem. Strop je dřevěný, kazetový, jeho jednotlivá pole jsou modře zbarvena a ozdobena zlacenými hvězdami.

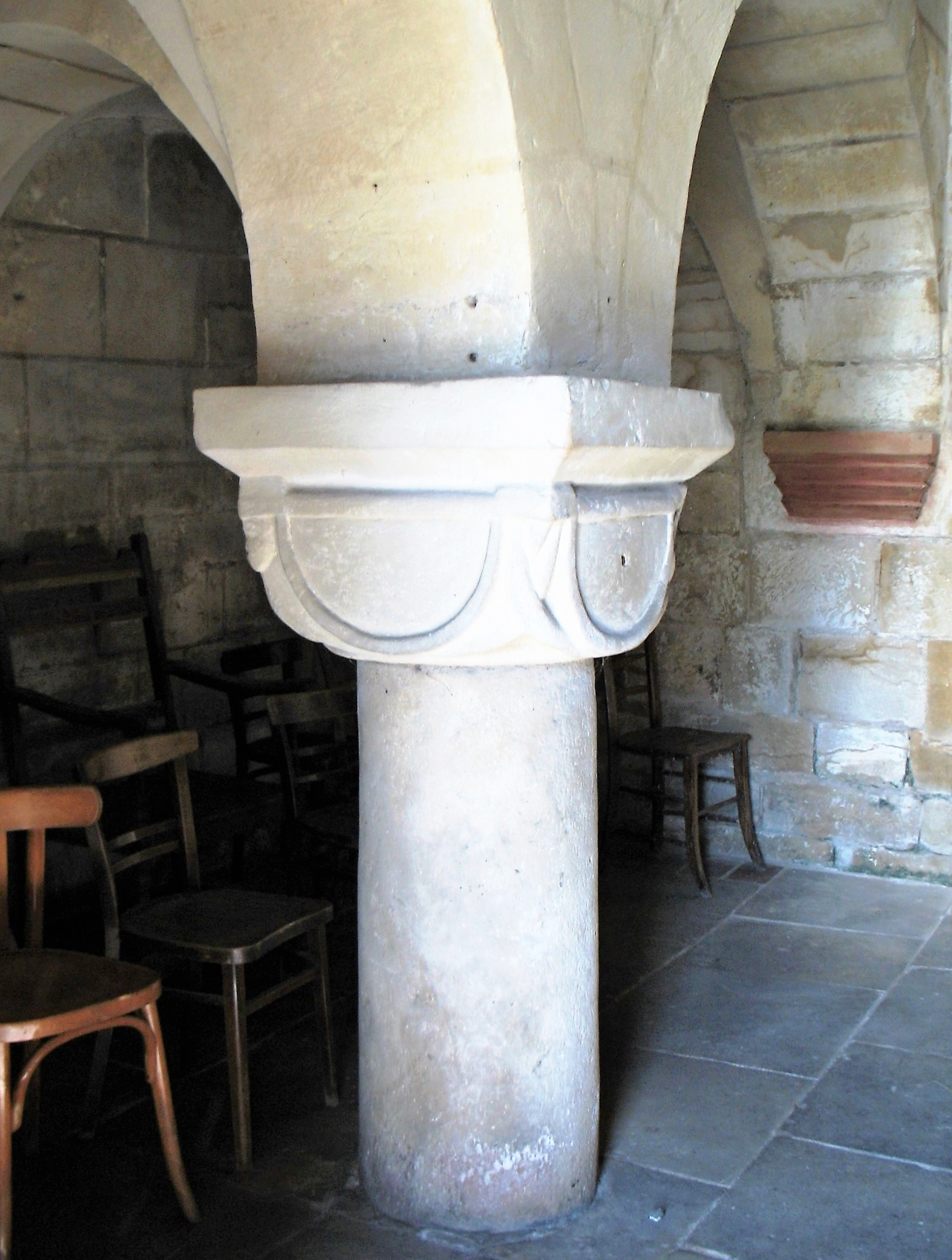
Románský sloup, podepírající emporu
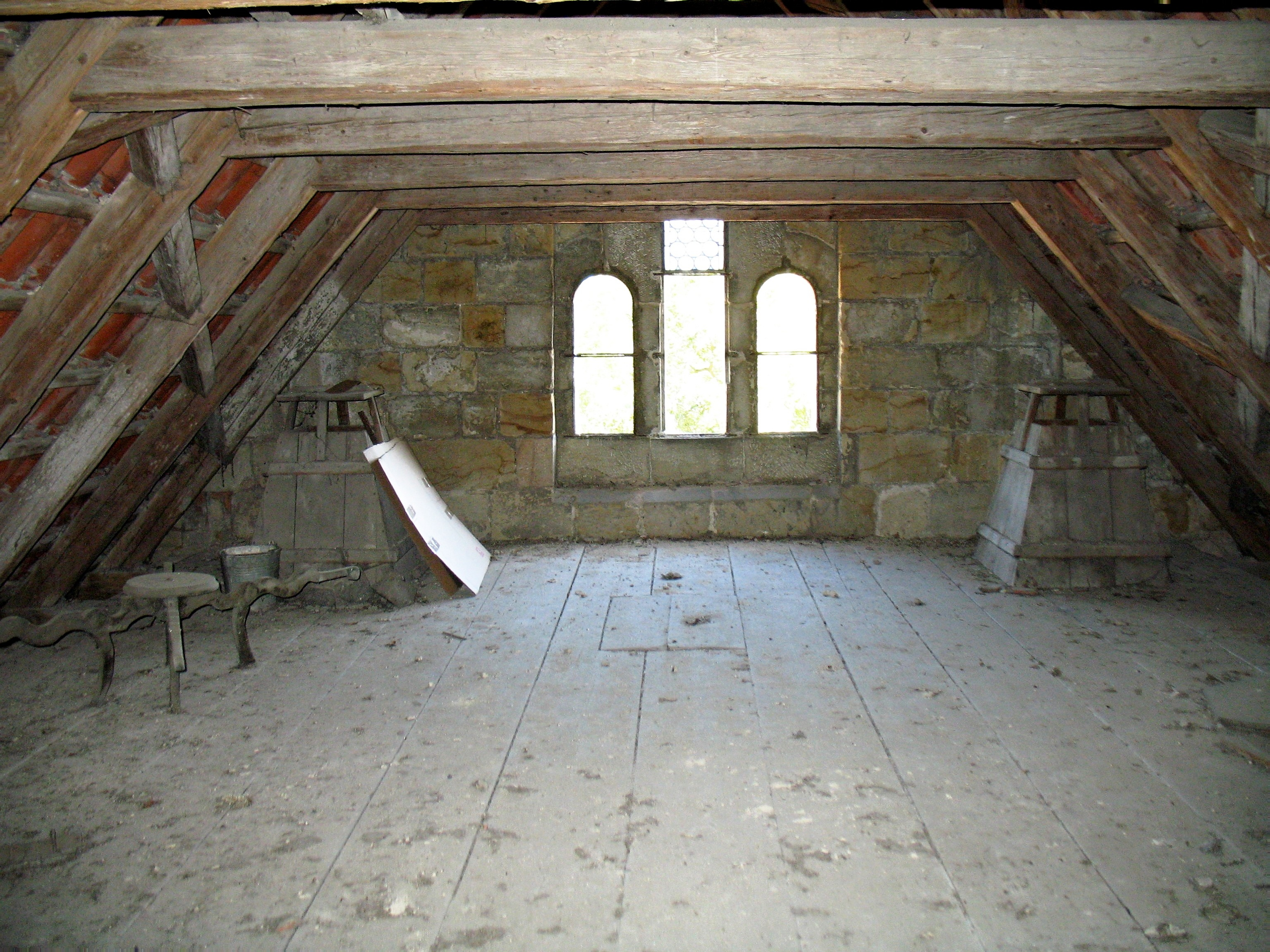
Podkroví nad kostelní lodí a východní okno
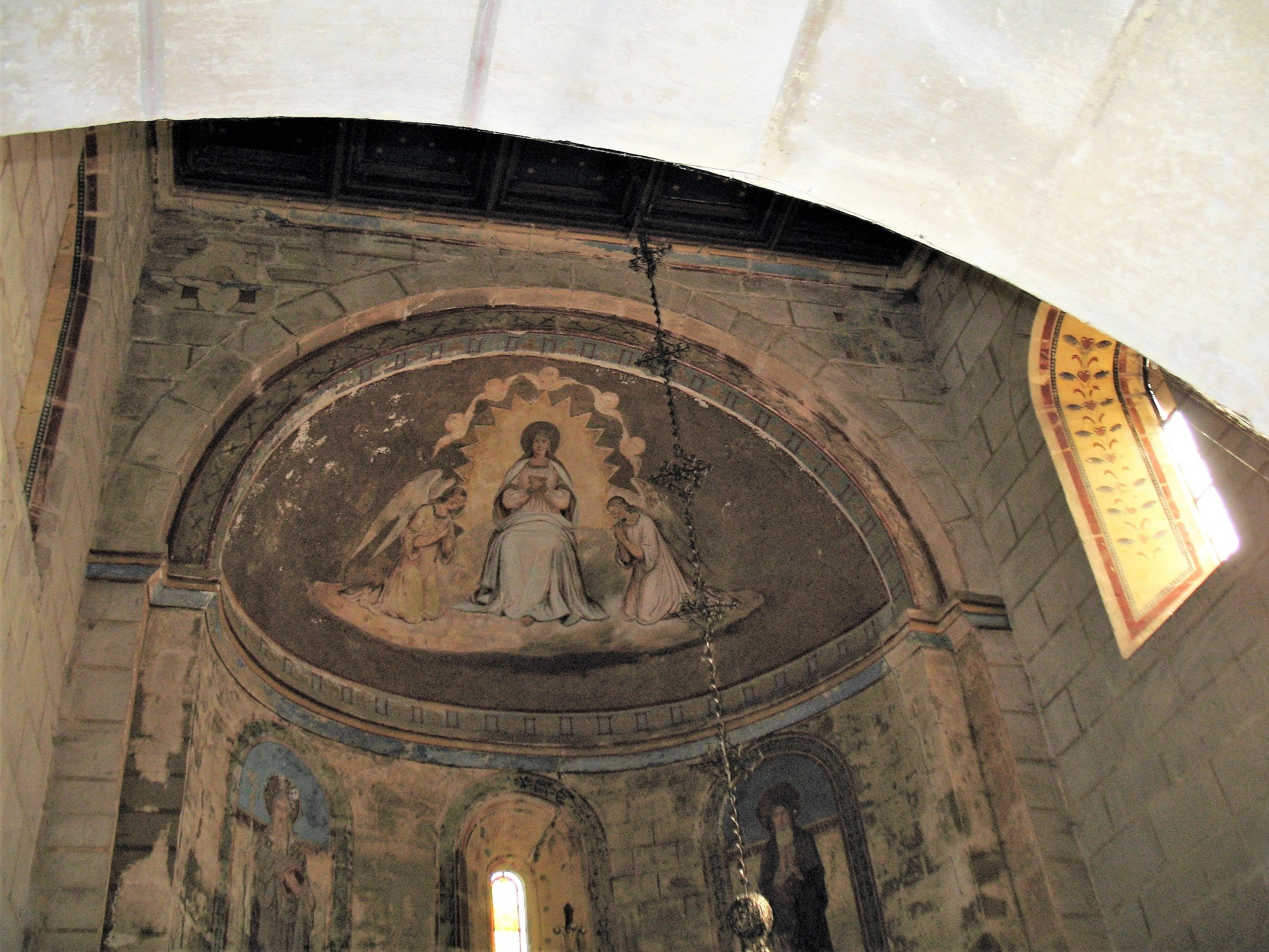
Výhled zpod empory
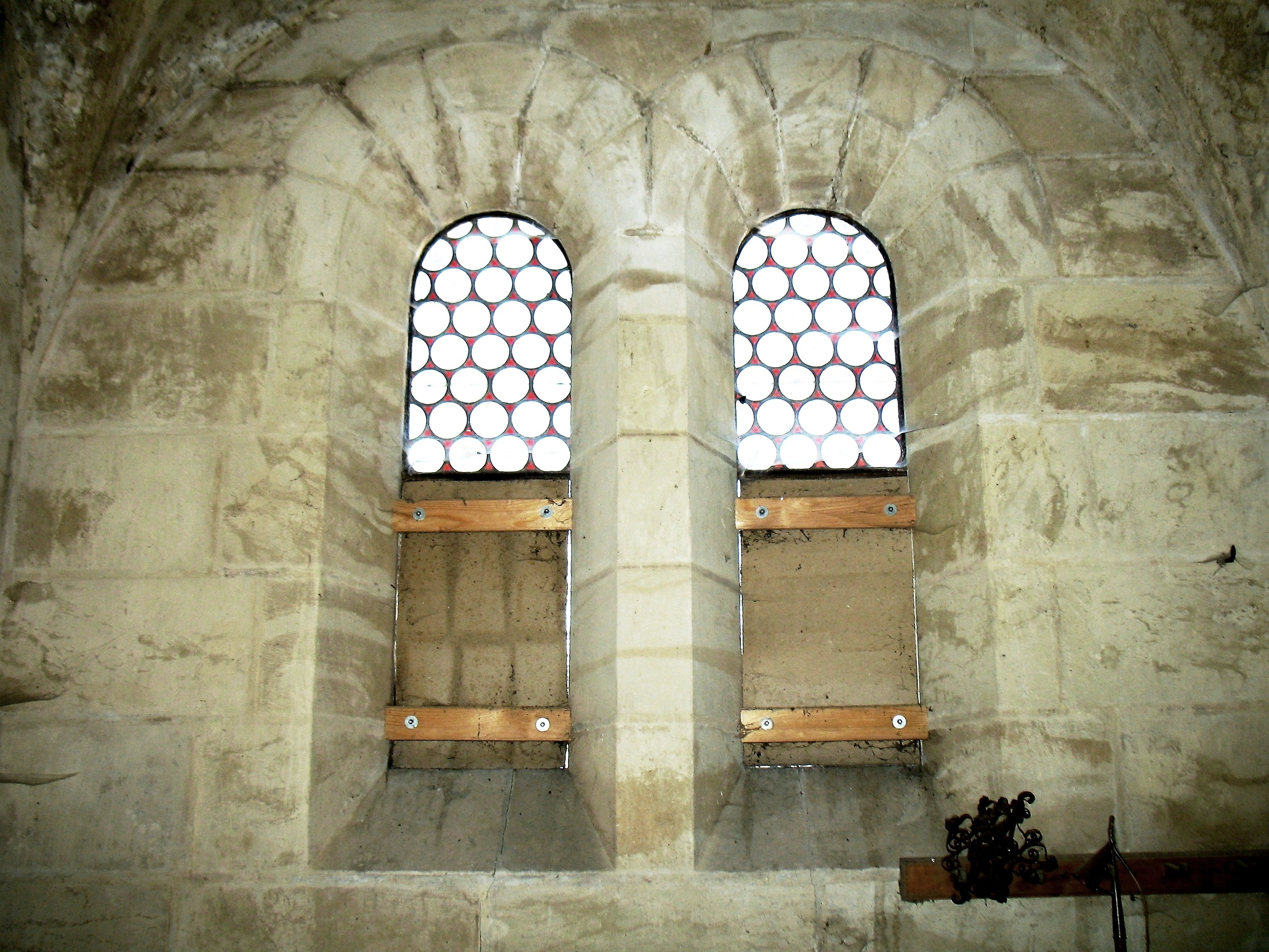
Okna v sakristii, postavené v 19. století
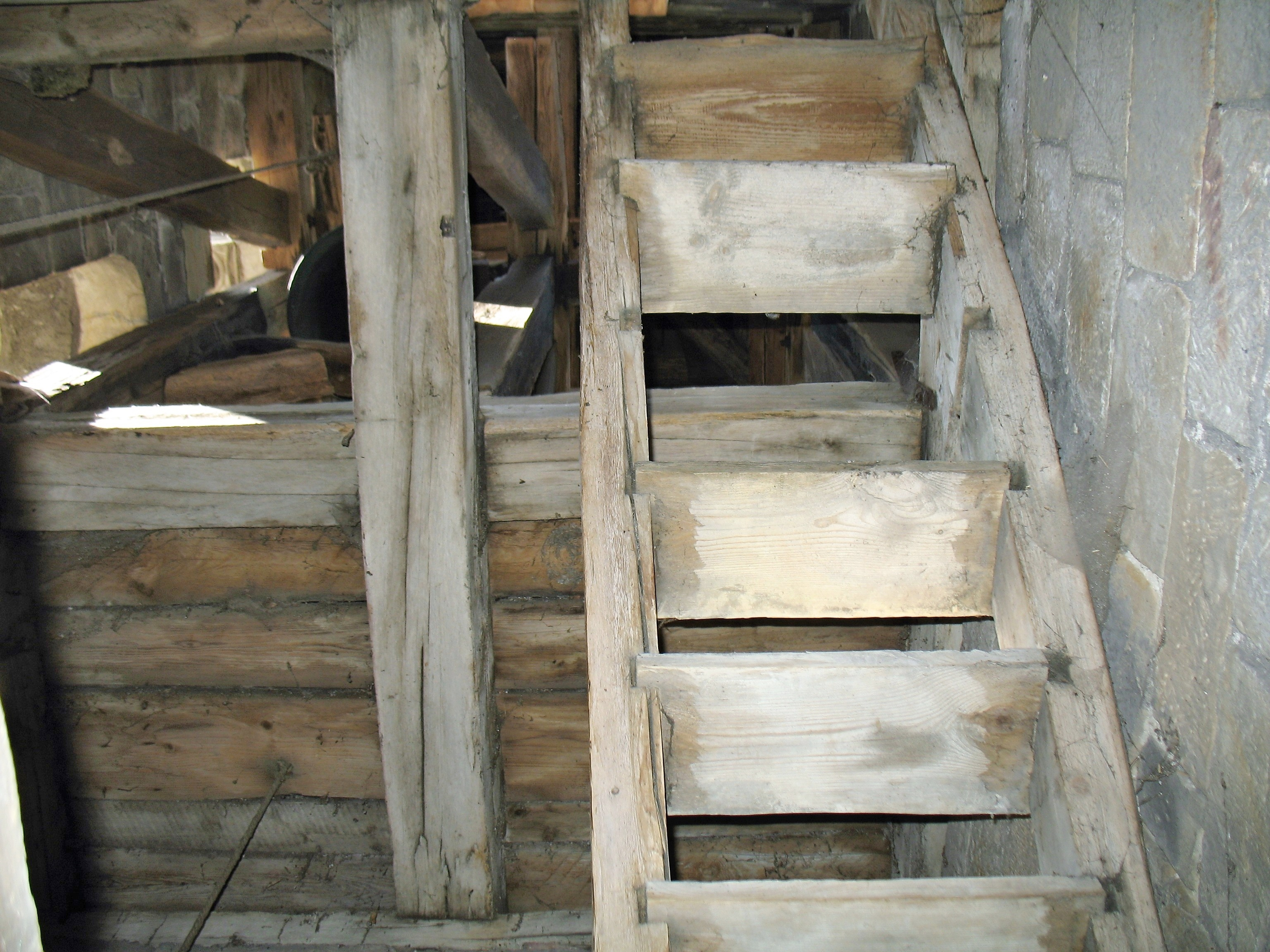
Pohled vzhůru ke zvonům ve zvonici
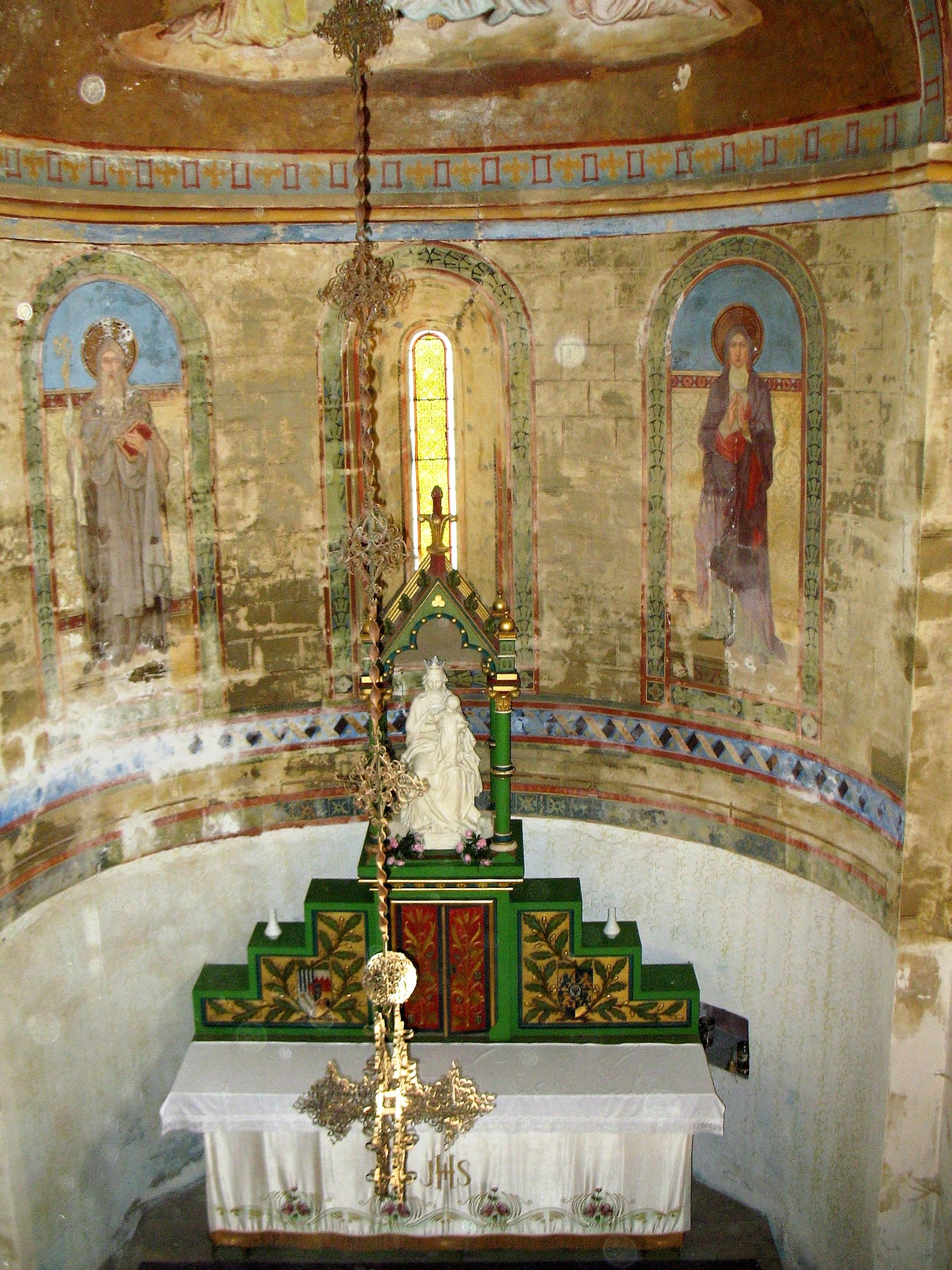
Pohled z kruchty k oltáři

## Pověst
V souvislosti se založením kostela se traduje pověst, která vypráví o osudech rytíře z nedalekého hradu Zásadky.

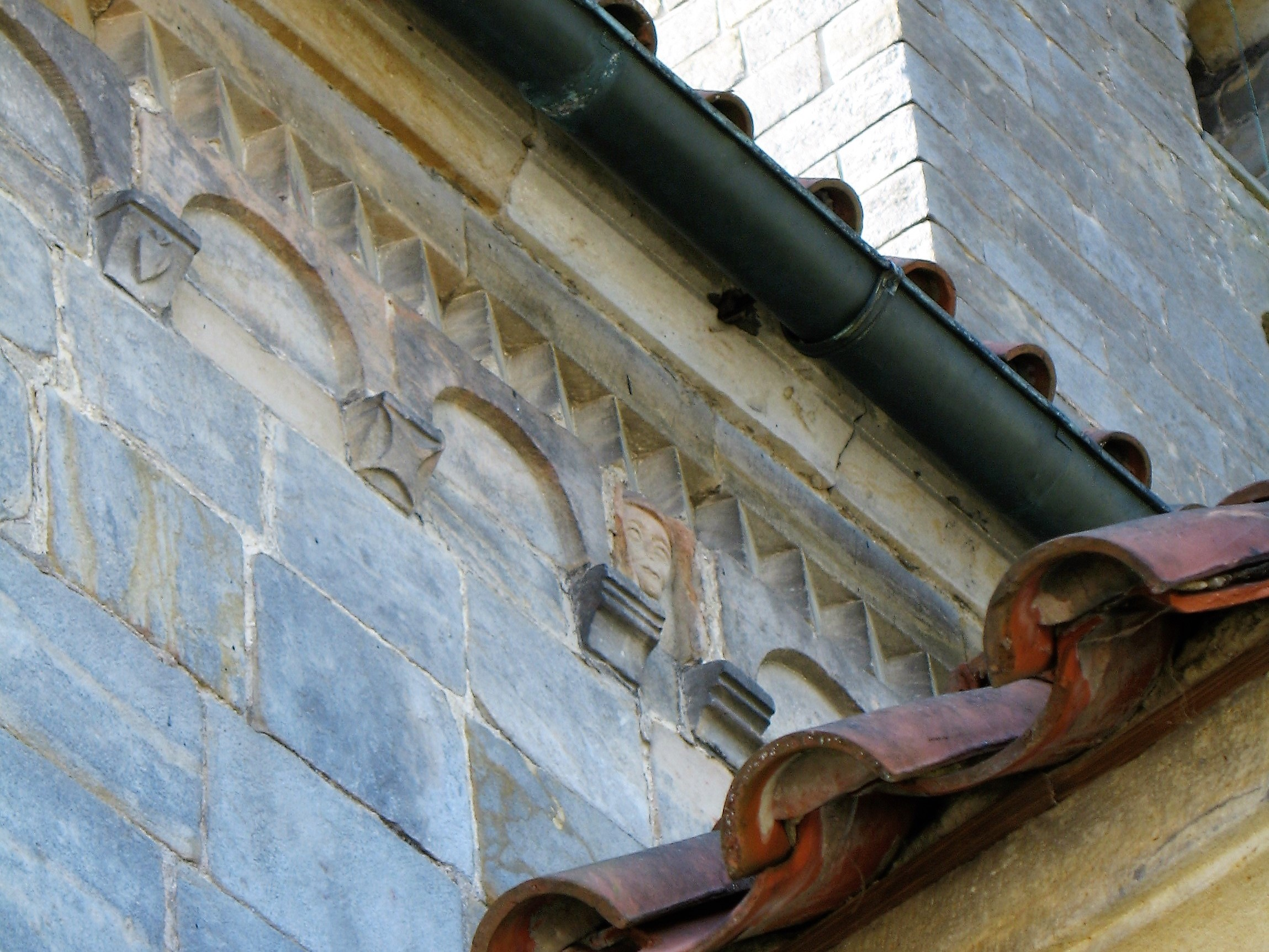
Hlavička tzv. "Mohelnické Turkyně"

Tento rytíř se zúčastnil jedné z křížových výprav do Svaté země, byl však zajat a dostal se jako služebník na dvůr tureckého paši. Ve volných chvílích zde hrával na flétnu a tato hra zaujala pašovu dceru natolik, že se s rytířem setkala a posléze se do něj zamilovala. Mladí milenci se rozhodli z pašova paláce uprchnout a po dlouhé a strastiplné cestě se jim nakonec podařilo dojít až do Čech. Rytíř ze Zásadky se doma s mladou Turkyní oženil a narodil se jim syn. Manželé se však nepřestávali obávat, že je nakonec dostihne pašův hněv. Paša, rozzuřený únosem své dcery, opravdu se svými vojáky již několik let putoval Evropou a hledal českého rytíře a svou dceru, aby je potrestal. Když doputoval k Mohelnici a oblehl hrad, zdál se mu sen, že své dceři odpustil, aby se s ní mohl shledat. Vypravil se do hradu a z brány mu vyběhl vstříc malý chlapec, jeho vnuk, který pašu uctivě pozdravil a uvítal ho v jeho rodné řeči. To tureckého pána obměkčilo natolik, že se s rodinou rytíře ze Zásadky smířil. Na paměť této události byl prý v Mohelnici vybudován kostel, který se zachoval dodnes.
Zvláštní připomínkou tohoto příběhu má být malý reliéf mezi ozdobnými oblouky v podstřeší na severní straně kostela, který má zpodobňovat tvář mladé ženy a jemuž se přezdívá "Mohelnická Turkyně".

## Přístup
Kostel stojí v centru obce Mohelnice nad Jizerou, necelých 100 metrů vzdušnou čarou od pravého břehu říčky Mohelky, kterou zde od jejího soutoku s Jizerou dělí posledních zhruba 500 metrů. Poblíž kostela je parkoviště a autobusová zastávka Mohelnice nad Jizerou, odkud existuje autobusové spojení do Mnichova Hradiště, Českého Dubu, Mladé Boleslavi i do Prahy. Kolem kostela prochází jedna z větví Svatojakubské poutní cesty. Kostel si lze prohlédnout zvenčí, návštěva kostela je však možná jen při ojedinělých příležitostech. Pravidelné bohoslužby se zde nekonají, výjimkou je pouze každoroční slavnost Nanebevzetí Panny Marie, která připadá na 15. srpna.